# Mylène
Mylène ist ein französischer weiblicher Vorname.

## Herkunft des Namens
Der Name ist zusammengesetzt aus Marie und Hélène.

## Bekannte Namensträgerinnen
- Mylène Demongeot (1935–2022), französische Schauspielerin
- Mylène Diederichsmeier (* 1977), deutsche Springreiterin
- Mylène Dinh-Robic (* 1979), kanadische Schauspielerin
- Mylène Farmer (* 1961), französische Popsängerin kanadischer Herkunft
- Mylène Halemai (* 2001), französische Tennisspielerin
- Mylène Jampanoï (* 1980), französische Schauspielerin
- Mylène Troszczynski (* 1972), französische Politikerin